# Gouvernement de Simbirsk
1796–1927
Entités suivantes :
- Oblast de la moyenne Volga

Le gouvernement de Simbirsk (en russe : Симбирская губерния) est une division administrative de l’Empire russe, puis de la R.S.F.S.R., située sur la moyenne Volga avec pour capitale la ville de Simbirsk. Créé en 1796 le gouvernement exista jusqu’en 1924 sous son nom initial avant de devenir le gouvernement d’Oulianovsk, du nouveau nom de sa capitale (en l'honneur de Vladimir Ilitch Oulianov, dit Lénine, qui y est né en 1870). En 1928, le gouvernement disparaît et son territoire est intégré à l’oblast de la moyenne Volga.

## Géographie
Le gouvernement de Simbirsk était bordé au nord par le gouvernement de Kazan et, dans le sens des aiguilles d’une montre, par ceux de Samara, Saratov, Penza et Nijni Novgorod.
Le territoire du gouvernement de Simbirsk se retrouve de nos jours principalement dans l’oblast d'Oulianovsk, quelques régions sont dans l'oblast de Nijni Novgorod, en Tchouvachie et au Tatarstan.

## Subdivisions administratives
De 1850 à 1924, le gouvernement de Simbirsk était divisé en huit ouïezds : Alatyr, Ardatov, Bouïnsk, Karsoun, Kourmych, Senguileï, Simbirsk et Syzran.

## Population
En 1897, la population du gouvernement était de 1 527 848 habitants, dont 68,0% de Russes, 12,4% de Mordves, 10,5% de Tchouvaches et 8,8% de Tatars.